# Исландски овчар
Исландски пас, или исландски овчар је раса пастирских паса која се узгаја на Исланду за чување и чување стоке, као и за тражење изгубљених оваца. Има спољашњу сличност са финским шпицом и норвешким бухундом. Популаран у својој домовини као пратилац.

## Историја расе
Исландски пас је национална раса чији су преци стигли на скандинавско острво са првим Викинзима између 874. и 930. године. Дуги низ година представници других раса су улазили у земљу у врло ограниченим количинама, а од 1901. године њихов увоз је био потпуно забрањен, што је омогућило да исландски овчар остане готово непромењен од 9. века, посебно у удаљеним, неприступачним подручјима. Пас се током дужег временског периода прилагођавао клими, начину живота локалног становништва и његовој тешкој вековној борби за опстанак.
Педесетих година прошлог века, Енглез Марк Вотсон, који је неколико пута посетио Исланд, одвео је неколико најбољих примерака паса у Калифорнију на даљи узгој, што је изазвало забринутост код Исланђана, након чега су почели циљану селекцију исландског овчара користећи пажљиво одабране јединке.
У циљу очувања исландског пса, 1969. године је основан Национални кинолошки савез, а сама раса је проглашена делом културне баштине Исланда.
Године 1972. раса је призната од стране Федератион Кинолоџи Интернатионал (ФЦИ) и класификована је као члан групе шпица и раса примитивног типа, северног чувара и одсека паса за пастирске паса. 1996. године регистровао Амерички удружени кинолошки савез (УКЦ), а 2010. године Амерички кинолошки савез (АКЦ).
Раса је и даље веома малобројна, али се више не може сматрати угроженом.

## Изглед
Пас у облику шпица благо издуженог формата, нешто испод просечне висине, шиљатих ушију и репа завијеног преко леђа, слатког, интелигентног и задовољног израза лица. Постоје краткодлаки и дугодлаки. Сексуални диморфизам је изражен: идеална висина у гребену мужјака је 46 цм, женке - 42 цм, тежина мужјака - око 14 кг, женки - око 11 кг.
Њушка је нешто краћа од лобање, носни мост је раван. Јагодице нису изражене. Прелаз од чела до њушке је јасно дефинисан, али не превише стрм или дубок. Нос је црн, код паса боје чоколаде и код неких крем боје тамно браон. Маказасти угриз. Очи су средње величине, обично тамно смеђе, бадемасте. Уши су троугласте, усправне, средње величине, веома покретне, врхови су благо заобљени; Они осетљиво реагују на околне звукове и показују расположење пса.
Врат је мишићав, без подлога. Тело је правоугаоног облика и компактно. Дубина грудног коша је једнака дужини предњих удова до лактова, ребра су добро закривљена, стомак је благо увучен. Реп је високо постављен, увијен у прстен и додирује леђа.
Удови су равни, паралелни и снажни, са правилним угловима артикулације. Шапе су овалне, лучне, скупљене у куглу, са густим еластичним јастучићима. Паџе предњих шапа могу бити двоструке. На задњим ногама су пожељне добро развијене дупле панџе.
Длака је двострука, густа, прилично груба и добро штити пса од лошег времена. Постоје две врсте - кратке и дугачке. Код краткодлаких паса је густа, са средње дугим заштитним длакама и меком подлаком. Краћа коса на лицу, врху главе, ушима и предњим ногама; дуже - на врату, грудима и задњој страни задњих ногу. Дужина длаке на репу је пропорционална укупној дужини косе. Код дугодлаких паса заштитни слој је дужи, са густом и меком подлаком, краћи на њушци, врху главе, предњем делу ушију и предњем делу удова; дуже - на задњој страни ушију, врату, грудима, задњој страни предњих и задњих удова. Длака на репу је веома густа, а њена дужина је пропорционална укупној дужини длаке.
Боја је црвена (разне нијансе, од крем до црвенкасто браон), чоколадно браон, сива и црна. Преовлађујућу боју увек прате беле ознаке које се најчешће налазе на лобањи или њушци, на грудима, врху репа, а формирају и белу крагну и беле „чарапе“ различите дужине. На доњем делу тела, од грла до врха репа, крзно је светлије нијансе. Црвени и сиви пси могу имати црну "маску", црне крајеве заштитног капута и ретке црне длаке. Црни пси имају беле ознаке и традиционалне мрље на јагодицама, изнад очију и на шапама. Прихватљива је шарена боја са мрљама назначених боја на белој позадини. Бела боја не може бити континуирана и преовлађујућа.

## Темперамент
Издржљив, неагресиван, друштвен, брз, радознао, разигран, будан и окретан пастирски пас са слабо развијеним ловачким инстинктом. У свом послу користи свој глас, што га чини изузетно корисним приликом испаше или тјерања стоке на планинским пашњацима и приликом тражења изгубљених оваца. Добро се слаже са малом децом, као дадиља.

## Штене исландског пса
Може бити добар чувар који ће гласним лајањем аларма обавестити о приближавању странца и понашаће се као жива ограда око територије која припада његовој породици. Исландски овчар увек настоји да заштити младу стоку, посебно од напада птица грабљивица, тако да увек посматра и лаје на све што му се приближава одозго - то је његова карактеристична особина.

## Здравље, одржавање и брига
Исландски пас је здрава раса, ретко се може приметити луксација пателе, дисплазија зглобова кука и лакта. Просечан животни век је од 12 до 14 година.
Ови пси захтевају простор, тако да се исландски овчари практично не држе у градским становима. Задовољни су малом количином хране и веома воле рибу. Потребне су дуге шетње са вежбањем. Нега се своди на недељно чешљање капута четком или чешљем и ретко прање. Поред тога, нокте треба редовно шишати како би се спречило пренарастање, цепање и пуцање. Такође треба да оперете зубе свом псу и проверите његове уши да ли има исцедака и прљавштине, што може довести до инфекције.